# Raionul Mîkolaiiv (pre-2020), Mîkolaiiv
Mîkolaiiv (în ucraineană Миколаївський район, transliterat: Mîkolaiivskîi raion) este un raion în regiunea Mîkolaiiv, Ucraina. Reședința sa este orașul regional Mîkolaiiv, care nu aparține raionului.

## Demografie
Componența lingvistică a raionului Mîkolaiiv
     Ucraineană (87,4%)
     Rusă (11,43%)
     Alte limbi (0,68%)
Conform recensământului din 2001, majoritatea populației raionului Mîkolaiiv era vorbitoare de ucraineană (87,4%), existând în minoritate și vorbitori de rusă (11,43%).